# Giải bóng đá hạng Nhì Quốc gia 2016
Giải bóng đá Hạng Nhì Quốc gia 2016 là giải thi đấu bóng đá cấp câu lạc bộ cao thứ 3 trong Hệ thống giải đấu bóng đá Việt Nam (sau giải V.League 1 và V.League 2). Mùa giải này là mùa giải thứ 20 do VFF điều hành và quản lý giải đấu. Có 14 đội tham dự giải năm nay được chia là hai bảng như sau: 
- Bảng A với sự góp mặt của Công an Nhân dân, Hà Nội T&T B, Viettel B, Bình Định, Sanatech Khánh Hòa, Lâm Đồng và Bình Thuận.
- Bảng B gồm: Mancons Sài Gòn, Quỹ đầu tư phát triển tài năng bóng đá Việt Nam (PVF), Tiền Giang, Bến Tre, Long An B, Vĩnh Long, An Giang.[1][2]

Chung cuộc, Quỹ bóng đá PVF là vô địch và thăng hạng sau khi thắng Bình Định bằng loạt penalty cân não.

## Thay đổi so với mùa trước
Danh sách các đội bóng có sự thay đổi so với mùa giải 2015.
| Xuống hạng từ V.League 2 2015 - Công an Nhân dân Thăng hạng từ giải Hạng Ba 2015 - Hà Nội T&T B - Viettel B - An Giang - Quỹ đầu tư phát triển tài năng bóng đá Việt Nam (PVF) | Thăng hạng lên V.League 2 2016 - Cà Mau - Xi măng Fico Tây Ninh - Viettel Xuống hạng giải Hạng Ba 2016 - Kon Tum Bỏ giải - Trẻ Đồng Nai |

## Những điểm mới của mùa giải 2016
1. Đội Hạng Nhất năm 2015 xuống thi đấu ở Hạng Nhì Quốc gia 2016 đó là Công an Nhân dân và 4 Đội Hạng Ba năm 2015 được lên hạng đó là: Hà Nội T&T B, Viettel B, An Giang, Quỹ Đầu tư phát triển tài năng bóng đá Việt Nam (PVF).
2. Các Đội bóng thi đấu theo thể thức vòng tròn hai lượt đi và về (sân nhà và sân đối phương) để tính điểm, xếp hạng ở mỗi bảng; chọn 1 Đội xếp thứ nhất mỗi bảng vào thi đấu Trận chung kết còn đội có điểm, chỉ số phụ thấp nhất trong hai bảng sẽ phải xuống hạng.
3. Hai đội xếp thứ Nhất ở hai bảng A và B sẽ gặp nhau ở trận Chung kết thi đấu theo thể thức trực tiếp một trận, nếu sau thời gian thi đấu chính thức (90 Phút) tỷ số hòa, hai Đội sẽ thi đá luân lưu 11m để xác định đội thắng (không thi đấu thêm trận đấu phụ). Đội thắng trận Chung kết sẽ được quyền tham dự giải Hạng Nhất Quốc gia năm 2017, đội thua xếp hạng Nhì giải Hạng Nhì Quốc gia 2016. Trong 2 đội đứng cuối bảng, đội có chỉ số phụ thấp hơn sẽ phải xuống hạng.

## Các đội bóng
| Đội                | Trụ sở              | Sân nhà                   | Sức chứa | Huấn luyện viên     | Bảng |
| ------------------ | ------------------- | ------------------------- | -------- | ------------------- | ---- |
| An Giang           | Long Xuyên          | Sân vận động An Giang     | 10,000   | Trần Ngọc Thái Tuấn | B    |
| Bình Thuận         | Phan Thiết          | Sân vận động Phan Thiết   | 10,000   | Trần Thống Khai     | A    |
| Bình Định          | Quy Nhơn            | Sân vận động Quy Nhơn     | 20,000   | Phan Tôn Quyền      | A    |
| Bến Tre            | Bến Tre             | Sân vận động Bến Tre      | 6,000    | Lưu Quốc Tân        | B    |
| Công an Nhân dân   | Hà Đông, Hà Nội     | Sân vận động Hà Đông      | 5,000    | Phan Bá Hùng        | A    |
| Long An B          | Tân An              | Sân vận động Long An      | 20,000   | Doãn Nhật Tiến      | B    |
| Lâm Đồng           | Đà Lạt              | Sân vận động Lâm Đồng     | 6,000    | Đoàn Quốc Việt      | A    |
| PVF                | Bình Chánh, Tp.HCM  | Sân Thành Long            | 5,000    | Nguyễn Mạnh Cường   | B    |
| Sanatech Khánh Hòa | Nha Trang           | Sân vận động 19 tháng 8   | 15,624   | Lê Văn Tú           | A    |
| Hà Nội T&T B       | Nam Từ Liêm, Hà Nội | Sân Trung tâm             |          | Phạm Minh Đức       | A    |
| Tiền Giang         | Mỹ Tho              | Sân vận động Tiền Giang   | 10,000   | Phạm Văn Rạng       | B    |
| Vĩnh Long          | Vĩnh Long           | Sân vận động Vĩnh Long    | 10,000   | Nguyễn Ngô Huy Phúc | B    |
| Viettel B          | Thanh Xuân, Hà Nội  | Trung tâm bóng đá Viettel |          | Hoa Mạnh Hưng       | A    |
| Mancons Sài Gòn    | Quận 10, Tp.HCM     | Sân vận động Thống Nhất   | 25,000   | Huỳnh Ngọc Thanh    | B    |

## Vòng loại

### Bảng A
| VT | Đội                | ST | T | H | B | BT | BB | HS  | Đ  | Thăng hạng hoặc xuống hạng          |
| -- | ------------------ | -- | - | - | - | -- | -- | --- | -- | ----------------------------------- |
| 1  | Bình Định          | 12 | 8 | 3 | 1 | 23 | 9  | +14 | 27 | Play-off thăng hạng V.League 2 2017 |
| 2  | Công an Nhân dân   | 12 | 5 | 4 | 3 | 19 | 17 | +2  | 19 |                                     |
| 3  | Hà Nội T&T B       | 12 | 4 | 5 | 3 | 15 | 14 | +1  | 17 |                                     |
| 4  | Sanatech Khánh Hòa | 12 | 4 | 2 | 6 | 14 | 17 | −3  | 14 |                                     |
| 5  | Bình Thuận         | 12 | 2 | 6 | 4 | 8  | 11 | −3  | 12 |                                     |
| 6  | Viettel B          | 12 | 3 | 3 | 6 | 13 | 21 | −8  | 12 |                                     |
| 7  | Lâm Đồng           | 12 | 2 | 5 | 5 | 16 | 19 | −3  | 11 |                                     |

### Bảng B
| VT | Đội             | ST | T | H | B | BT | BB | HS | Đ  | Thăng hạng hoặc xuống hạng          |
| -- | --------------- | -- | - | - | - | -- | -- | -- | -- | ----------------------------------- |
| 1  | PVF (C, O, P)   | 12 | 7 | 3 | 2 | 17 | 8  | +9 | 24 | Play-off thăng hạng V.League 2 2017 |
| 2  | An Giang        | 12 | 6 | 4 | 2 | 11 | 6  | +5 | 22 |                                     |
| 3  | Mancons Sài Gòn | 12 | 4 | 4 | 4 | 18 | 16 | +2 | 16 |                                     |
| 4  | Long An B       | 12 | 3 | 5 | 4 | 15 | 14 | +1 | 14 |                                     |
| 5  | Tiền Giang      | 12 | 3 | 5 | 4 | 9  | 13 | −4 | 14 |                                     |
| 6  | Bến Tre         | 12 | 4 | 2 | 6 | 14 | 18 | −4 | 14 |                                     |
| 7  | Vĩnh Long (R)   | 12 | 3 | 1 | 8 | 17 | 26 | −9 | 10 | Xuống hạng giải Hạng Ba 2017        |

## Kết quả các vòng đấu

### Bảng A
| Nhà \ Khách[1]     | BĐI | BTH | CAND | HNT | LĐO | SKH | VIE |
| Bình Định          |     | 2–0 | 2–2  | 1–0 | 3–1 | 2–0 | 2–0 |
| Bình Thuận         | 1–1 |     | 0–2  | 1–0 | 0–0 | 1–2 | 3–1 |
| Công an Nhân dân   | 1–0 | 1–1 |      | 2–2 | 2–1 | 3–1 | 1–1 |
| Hà Nội T&T B       | 0–4 | 0–0 | 4–2  |     | 0–0 | 3–1 | 4–2 |
| Lâm Đồng           | 3–4 | 0–0 | 4–2  | 0–0 |     | 1–0 | 2–3 |
| Sanatech Khánh Hòa | 0–1 | 1–1 | 1–0  | 1–1 | 3–2 |     | 4–0 |
| Viettel B          | 1–1 | 1–0 | 0–1  | 0–1 | 2–2 | 2–0 |     |

| Đội \ Vòng đấu     | 1 | 2 | 3 | 4 | 5 | 6 | 7 | 8 | 9 | 10 | 11 | 12 | 13 | 14 |
| ------------------ | - | - | - | - | - | - | - | - | - | -- | -- | -- | -- | -- |
| Bình Định          | 2 | 2 | 1 | 1 | 1 | 2 | 1 | 1 | 1 | 1  | 1  | 1  | 1  | 1  |
| Bình Thuận         | 3 | 3 | 4 | 5 | 4 | 5 | 5 | 5 | 6 | 6  | 6  | 6  | 4  | 5  |
| Công an Nhân dân   | 6 | 7 | 6 | 4 | 6 | 4 | 2 | 2 | 3 | 3  | 3  | 2  | 2  | 2  |
| Hà Nội T&T B       | 1 | 1 | 2 | 2 | 3 | 1 | 3 | 3 | 2 | 2  | 2  | 3  | 3  | 3  |
| Lâm Đồng           | 4 | 5 | 3 | 3 | 2 | 3 | 4 | 4 | 4 | 4  | 4  | 4  | 5  | 7  |
| Sanatech Khánh Hòa | 5 | 4 | 7 | 6 | 5 | 6 | 7 | 7 | 5 | 5  | 5  | 5  | 6  | 4  |
| Viettel B          | 7 | 6 | 5 | 7 | 7 | 7 | 6 | 6 | 7 | 7  | 7  | 7  | 7  | 6  |

### Bảng B
| Nhà \ Khách[1]  | AGI | BTR | LFC | MSG | PVF | TGI | VLO |
| An Giang        |     | 2–1 | 1–0 | 1–0 | 1–2 | 1–0 | 2–0 |
| Bến Tre         | 0–0 |     | 0–2 | 1–3 | 0–0 | 2–0 | 2–0 |
| Long An B       | 0–0 | 2–1 |     | 2–2 | 0–1 | 1–1 | 4–2 |
| Mancons Sài Gòn | 0–1 | 1–2 | 3–2 |     | 2–0 | 2–2 | 1–3 |
| PVF             | 0–0 | 0–3 | 1–0 | 1–1 |     | 3–0 | 4–0 |
| Tiền Giang      | 0–0 | 1–0 | 1–1 | 1–1 | 0–2 |     | 2–0 |
| Vĩnh Long       | 3–2 | 7–2 | 1–1 | 0–2 | 1–3 | 0–1 |     |

| Đội \ Vòng đấu  | 1 | 2 | 3 | 4 | 5 | 6 | 7 | 8 | 9 | 10 | 11 | 12 | 13 | 14 |
| --------------- | - | - | - | - | - | - | - | - | - | -- | -- | -- | -- | -- |
| An Giang        | 1 | 2 | 2 | 4 | 2 | 1 | 1 | 1 | 2 | 2  | 2  | 2  | 2  | 2  |
| Bến Tre         | 4 | 6 | 6 | 6 | 6 | 4 | 5 | 4 | 4 | 4  | 4  | 4  | 4  | 6  |
| Long An B       | 7 | 4 | 3 | 5 | 5 | 6 | 6 | 6 | 5 | 5  | 6  | 6  | 6  | 4  |
| Mancons Sài Gòn | 2 | 1 | 1 | 1 | 1 | 2 | 2 | 2 | 3 | 3  | 3  | 3  | 3  | 3  |
| PVF             | 6 | 5 | 5 | 3 | 4 | 5 | 3 | 3 | 1 | 1  | 1  | 1  | 1  | 1  |
| Tiền Giang      | 3 | 3 | 4 | 2 | 3 | 3 | 4 | 5 | 6 | 6  | 5  | 5  | 5  | 5  |
| Vĩnh Long       | 5 | 7 | 7 | 7 | 7 | 7 | 7 | 7 | 7 | 7  | 7  | 7  | 7  | 7  |

## Trận chung kết
| Bình Định                | 0–0 (s.h.p.) | PVF            |
| ------------------------ | ------------ | -------------- |
|                          | Chi tiết     |                |
| Loạt sút luân lưu        |              |                |
| Thành Tài · Bùi Hoàng Mỹ | 4–5          | · Hồ Minh Dĩ · |

## Tổng kết mùa giải
- Đội thăng hạng: Quỹ bóng đá PVF
- Đội xuống hạng: Vĩnh Long